# Liste der kaiserlichen Generale der Frühen Neuzeit/H
Legende: * geboren | ~ getauft | † gestorben | ⚔ gefallen | Zu den Rangbezeichnungen siehe auch Generalsränge auf der Startseite.
- Nikolaus Freiherr von Haag

* 1714/16 † 10. Januar 1781. Laufbahn: 1. Mai 1773 mit Rang vom 20. September 1770 Generalmajor
- Wilhelm Freiherr von Haan

* ? † 29. April 1796. Laufbahn: 4. März 1789 mit Rang vom 4. März 1789 Generalmajor
- Andreas Graf Hadik von Futak

* 12. Mai 1764 † 18. Juni 1840. Laufbahn: 6. März 1800 mit Rang vom 16. November 1799 Generalmajor, 16. Mai 1809 Feldmarschalleutnant, 26. Oktober 1827 General der Kavallerie
- Andreas Graf Hadik von Futak

* 16. Oktober 1710 † 12. März 1790. Laufbahn: 6. März 1747 Generalfeldwachtmeister, 10. November 1756 Feldmarschalleutnant, 24. Februar 1758 mit Rang vom 6. Februar 1758 General der Kavallerie, 14. Mai 1774 Feldmarschall
- Karl Joseph Graf Hadik von Futak

* 1756 † 24. Juli 1800 (verw. Marengo). Laufbahn: 24. Februar 1794 mit Rang vom 16. Februar 1794 Generalmajor, 10. April 1797 mit Rang vom 10. April 1797 Feldmarschalleutnant
- Joseph von Haecht

* ? † 29. November 1830. Laufbahn: 26. Juli 1813 Generalmajor, 19. September 1819 im Ruhestand
- Gilles de Haes

* 22. April 1597 † 1657. Laufbahn: 18. Oktober 1639 Generalfeldwachtmeister; Anf. 1640 kurbayerischer Generalwagenmeister, 1644 Feldmarschalleutnant; venezianischer General
- Busso von Hagen

* 23. November/3. Dezember 1665 † 18. Dezember 1734. Laufbahn: braunschweig. General; 13. Mai 1720 kaiserlicher Feldmarschalleutnant
- Jakob Josef Ignaz Freiherr von Hagenbach

* 22. Februar 1699 † 7. Dezember 1756. Laufbahn: 18. Juni 1742 Generalfeldwachtmeister, 1754 mit Rang vom 17. Juli 1752 Feldmarschalleutnant
- Friedrich Eberhard Freiherr von Hagen-Motten

* 10. August 1687 † 23. März 1757 in Philippsburgs. Laufbahn: 18. Januar 1744 Generalfeldwachtmeister, 24. Juli 1754 mit Rang vom 24. Juli 1752 Feldmarschalleutnant
- Franz Alois Freiherr Hager von Altensteig (Allentsteig)

* 13. September 1722 † 26. Dezember 1812. Laufbahn: 8. Dezember 1758 mit Rang vom 8. März 1758 Generalfeldwachtmeister, 4. November 1792 mit Rang vom 28. Dezember 1766 Feldmarschalleutnant
- Johann Nepomuk Freiherr Hager von Alentsteig (Allentsteig)

* 8. Juni 1761 † 25. Oktober 1822. Laufbahn: 22. Januar 1808 mit Rang vom 26. Juni 1805 Generalmajor, 27. November (2. ?) 1812 Feldmarschalleutnant
- Friedrich Graf Haller von Hallerstein

* ? † 19. Dezember 1782. Laufbahn: 1. August 1767 mit Rang vom 19. April 1759 Generalfeldwachtmeister
- Gabriel Graf Haller von Hallerstein

* ? † Juli 1793. Laufbahn: 29. Juli 1753 Generalfeldwachtmeister
- Samuel Graf Haller von Hallerstein

† 1777. Laufbahn: 27. Oktober 1745 Generalfeldwachtmeister, 20. Januar 1757 Feldmarschalleutnant, 15. April 1764 Feldzeugmeister
- Franz Anton Graf von Hallwyl

* 2. Oktober 1708 † 5. Januar 1779. Laufbahn: 22. März 1756 Generalfeldwachtmeister, 13. April 1764 Feldmarschalleutnant
- Friedrich Ludwig Freiherr von Hallwyl

* 7. März (7. ?) 1644 † 7. Juni 1684 (⚔ bei Gran). Laufbahn: 3. Dezember 1683 Generalfeldwachtmeister
- Anton Johann Nepomuk Graf von Hamilton

* 23. April 1722 † 24. März 1776. Laufbahn: 11. Dezember 1758 Generalfeldwachtmeister, 7. Mai 1764 Feldmarschalleutnant
- Johann Andreas Graf von Hamilton

* 1679 † 9. Januar 1738. Laufbahn: 1711 spanisch- habsburg. Generalwagenmeister ?; 2. Mai 1717 kaiserlicher Feldmarschalleutnant, 7. November 1723 General der Kavallerie
- Anton von Hammer

* 28. Oktober 1749 † 14. November 1823. Laufbahn: 24. Mai 1809 Generalmajor, 1809 im Ruhestand
- Abraham Handley

* ? † ?. Laufbahn: 4. Juli 1752 Generalfeldwachtmeister
- Friedrich Anton von Handtko

* ? † 1740. Laufbahn: 6. Januar 1734 Generalfeldwachtmeister
- Joseph Freiherr von Hann

* ? † 28. April 1806. Laufbahn: 27. Februar 1793 mit Rang vom 21. Juni 1791 Generalmajor
- Johann Silvius Michael Ritter von Hannekart

* 27. April 1726 † 25. Juni 1804. Laufbahn: 10. November 1788 mit Rang vom 15. November 1788 Generalmajor
- Johann Georg Karl Freiherr von Hannig

* 1709 † 1784. Laufbahn: 1. April 1761 Generalfeldwachtmeister, 25. Januar 1767 mit Rang vom 1. Januar 1766 Feldmarschalleutnant
- Johann Reinhard Freiherr von Hanstein

† 1719. Laufbahn: 1. Mai 1716 Generalfeldwachtmeister
- Heinrich von Haraucourt, Marquis de Faulquemont

* ? † 1632 (⚔ bei ?). Laufbahn: 20. März 1632 Generalfeldwachtmeister
- Ignaz Franz Graf zu Hardegg auf Glatz und im Marchlande

* 30. Juli 1772 † 17. Februar 1848. Laufbahn: 24. Mai 1809 Generalmajor, 2. September 1813 Feldmarschalleutnant, 30. Dezember 1831 General der Kavallerie
- Johann Anton Leonhard Graf zu Hardegg auf Glatz und im Marchlande

* 8. Oktober 1773  † 26. Dezember 1825. Laufbahn: 24. Mai 1809  Generalmajor, 20. Oktober 1813 Feldmarschalleutnant
- Johann Heinrich Graf zu Hardegg auf Glatz und im Marchlande

* 14. Mai 1778  † 11. Juni 1854. Laufbahn: 26. Dezember 1813 Generalmajor, 7. Februar 1828 Feldmarschalleutnant, 3. März 1843 General der Kavallerie
- Ferdinand Freiherr von Häring

* 8. März 1732 † 4. Februar 1822. Laufbahn: 15. Dezember 1802 mit Rang vom 6. Dezember 1802 Generalmajor, 1809 Feldmarschalleutnant, 27. April 1813 Feldzeugmeister und im Ruhestand
- Joseph Ludwig Matthäus Graf von, Marquis de la Fontayne Harnoncourt[1]

* 25. Februar 1736 † 30. Juni/1. Juli 1816. Laufbahn: 10. April 1783 mit Rang vom 29. April 1783 Generalmajor, 16. Januar 1790 mit Rang vom 18. Februar 1790 Feldmarschalleutnant, 10. April 1801 mit Rang vom 4. April 1801 General der Kavallerie, 1806 im Ruhestand, 1811 quittiert
- Graf Alois Ernst von Harrach zu Rohrau

* 21. Juni 1728 † 19. Juni 1800. Laufbahn: 5. August 1760 mit Rang vom 27. April 1759 Generalfeldwachtmeister, 1. Mai 1773 mit Rang vom 28. April 1767 Feldmarschalleutnant
- Alois Leonhard Graf von Harrach zu Rohrau

* 11. Januar  (6. ?) 1767 † 1./2. Februar 1827. Laufbahn: 12. Februar 1809 Generalmajor, 29. Oktober 1813 Feldmarschalleutnant, 30. August 1818 im Ruhestand
- Ferdinand Johann Nepomuk von Harrach zu Rohrau

* 11. November 1740 † 27. September 1796. Laufbahn: 13. November 1778 mit Rang vom 6. November 1778 Generalmajor, 27. Mai 1789 mit Rang vom 23. April 1789 Feldmarschalleutnant
- Franz Xaver Graf von Harrach zu Rohrau

* 2. Oktober 1732 † 15. Februar 1781. Laufbahn: 19. Januar 1771 mit Rang vom 5. Oktober 1759 Generalmajor, 1. Mai 1773 mit Rang vom 26. April 1773 Feldmarschalleutnant
- Johann Joseph Philipp Graf von Harrach zu Rohrau

* 22. Oktober 1678 † 8. August 1764. Laufbahn: 30. März 1706 Generalfeldwachtmeister, 10. Juni 1708 Feldmarschalleutnant, 17. Mai 1716 Feldzeugmeister, 21. Oktober 1723 Feldmarschall
- Graf Karl Anton von Harrach zu Rohrau

* 4. August 1692 † 21. Mai 1758. Laufbahn: 4. Mai 1742 Feldmarschalleutnant
- Christoph Wilhelm Freiherr von Harrant zu Polschitz

* 10. April 1617 † 25. Februar 1691. Laufbahn: 22. August 1674 Generalfeldwachtmeister, 11. Februar 1682 Feldmarschalleutnant, 24. Mai 1689 General der Kavallerie
- Ferdinand Amadeus Freiherr von Harrsch

* 5. Dezember 1661 † 5. April 1722. Laufbahn: 6. November 1703 Generalfeldwachtmeister, 26. Dezember 1705 Feldmarschalleutnant, 19. August 1714 Feldzeugmeister
- Ferdinand Philipp Graf Harsch von Almedingen

* 21. November 1704 † 31. Oktober 1792. Laufbahn: 22. Juni 1742 Generalfeldwachtmeister, 9. November 1747 Feldmarschalleutnant, 12. Juni 1754 mit Rang vom 13. Dezember 1748 Feldzeugmeister
- Friedrich Johann von Hartenegg

* ? † ?. Laufbahn: 30. Januar 1758 Generalfeldwachtmeister, 21. April 1764 mit Rang vom 5. September 1759 Feldmarschalleutnant
- Philipp Michael Freiherr von Hartleben

* ? † ?. Laufbahn: 1. Juni 1707 mit Rang vom 28. April 1705 Generalfeldwachtmeister
- Carl Constantin Freiherr von Hartopp

* 1721 † ? Laufbahn: 16. Juli 1774 mit Rang vom 10. September 1761 Generalmajor
- Franz Ignaz Freiherr von Haslingen

* 8. Mai 1722 † 2. Oktober 1784. Laufbahn: 1. Mai 1773 mit Rang vom 19. November 1768 Generalmajor
- Heinrich Tobias Freiherr von Haslingen

* 27. November 1649 † 3. Dezember 1716. Laufbahn: 5. Februar 1693 Generalfeldwachtmeister, 25. Januar 1700 Feldmarschalleutnant, 3. Mai 1704 Feldzeugmeister, 1. Mai 1716 Feldmarschall
- Joseph Ignaz Freiherr von Haslingen[2]

* 3./4. Juli 1686 † 27. August 1739. Laufbahn: 6. November 1733 Generalfeldwachtmeister, 18. Mai 1734 Feldmarschalleutnant
- Leopold Freiherr von Haslingen

* 4. September 1692 † ? Laufbahn: 4. Februar 1734 Generalfeldwachtmeister
- Anton Alexander Graf von Hatzfeldt

* 23. Mai 1686 † 1745. Laufbahn: 11. Dezember 1733 Generalfeldwachtmeister, 9. Juni 1734 Feldmarschalleutnant
- Edmund Florentin Cornelius Graf von Hatzfeldt

* 25. Dezember 1674 † 27. Januar 1757. Laufbahn: kurpfälzischer General der Kavallerie; 4. April 1711 Generalfeldwachtmeister, 24. September 1718 Feldmarschalleutnant
- Melchior Friedrich Gottfried Freiherr von Hatzfeldt, Graf von Gleichen, Herr zu Trachenberg

* 10./20. Oktober 1593 † 9. Januar 1658. Laufbahn: 15. April 1633 Feldmarschalleutnant, 1. Februar 1634 Feldzeugmeister, 25. Juni 1635 Feldmarschall, 1. März 1637 dito
- Johann Georg Graf von der Hauben

* 6. Dezember 1657 † 16. August 1717 (verw. Peterwardein). Laufbahn: 10. Mai 1708 mit Rang vom 16. Januar 1705 Generalfeldwachtmeister, 3. Mai 1716 Feldmarschalleutnant
- Karl Wilhelm Sigismund Graf von Haugwitz

* 15. März 1736 † 2. März 1819. Laufbahn: 19. Januar 1771 mit Rang vom 1. Januar 1771 Generalmajor
- Jakob Freiherr von Häusler

* ? † 1754. Laufbahn: 1. August 1745 Generalfeldwachtmeister
- Johann Heinrich Graf von Hautois und Browne

* ? † 28. Juli 1739. Laufbahn: 10. Mai 1708 mit Rang vom 2. Februar 1706 Generalfeldwachtmeister, 13. Mai 1716 Feldmarschalleutnant, 12. Oktober 1723 General der Kavallerie, 1734 Feldmarschall ??
- Johann Nikolaus Graf von Hávor

* ? † 1744. Laufbahn: 8. März 1735 Generalfeldwachtmeister, 25. Oktober 1741 Feldmarschalleutnant
- Jörg Eberhard Graf von Hedersdorff

* ? † nach 1719 ?. Laufbahn: 28. Mai 1689 GeneralfeldwachtmeisterTitel; 20. Juni 1693 kassiert
- Anton Ignaz (?) Jaerens, Freiherr von Hedfeld

* ? † ?. Laufbahn: 4. August 1759 Generalfeldwachtmeister
- Heinrich Gottlieb von Hedwiger

* ? † ?. Laufbahn: 26. September 1755 Generalfeldwachtmeister
- Philipp von Hegel

* ? † 17. September 1797. Laufbahn: 6. September 1796 Generalmajor
- Andreas von Heilmann

* ? † 5. Februar 1805. Laufbahn: 2. April 1801 mit Rang vom 24. März 1801 Generalmajor
- Johann Franz Xaver Freiherr von Heindl Graf zu Sonnberg

* ? † 1731. Laufbahn: 30. April 1708 Generalfeldwachtmeister, 23. Mai 1716 Feldmarschalleutnant, 21. Oktober 1723 Feldzeugmeister
- Joseph von Heiness

* ? † 1806. Laufbahn: 9. Februar 1790 mit Rang vom 3. Februar 1790 Generalmajor
- Donat Johann Graf Heißler von Heitersheim

* ? † 31. August 1696 (verwundet bei Olás). Laufbahn: 16. September 1685 Generalfeldwachtmeister, 4. Januar 1689 Feldmarschalleutnant, 9. Februar 1692 General der Kavallerie, 12. Mai 1696 Feldmarschall
- Freiherr von Heister

* ? † ?. Laufbahn: 2. Juni 1716 Generalfeldwachtmeister
- Gottfried Freiherr von Heister

* ? † 1679. Laufbahn: 26. September 1657 Generalfeldwachtmeister, 25. April 1664 Feldmarschalleutnant, 13. Juli 1672 Feldzeugmeister
- Hannibal Joseph Sigbert Graf von Heister

* ? † 13. April 1719. Laufbahn: 8. April 1704 Generalfeldwachtmeister, 16. März 1710 Feldmarschalleutnant
- Heinrich Siegbert Graf von Heister

* 6. August 1646 † 22. Februar 1718. Laufbahn: 15. Oktober 1686 Generalfeldwachtmeister, 3. Juli 1692 Feldmarschalleutnant, 11. Juni 1695 Feldzeugmeister, 30. Januar 1704 Feldmarschall
- Johann Albert Graf von Heister

* 1676 † 16. Oktober 1746. Laufbahn: 13. Oktober 1723 Generalfeldwachtmeister, 7. November 1733 Feldmarschalleutnant
- Philipp Nerius Joseph Franz de Paula Alois Vincenz Graf von Heister

* 25. Dezember 1745 † 7. März 1826. Laufbahn: 29. September 1793 mit Rang vom ... 1791 Generalmajor, 1797 im Ruhestand
- Christian Freiherr von Helfreich

* ? ; † 1758. Laufbahn: 22. März 1739 Generalfeldwachtmeister, 29. Juni 1745 Feldmarschalleutnant, 12. Juni 1754 mit Rang vom 30. November 1748 Feldzeugmeister
- Anton Hellebronth von Tisza-Beö

* um 1719 † 15. September 1804. Laufbahn: 27. Mai 1788 mit Rang vom 12. April 1789 Generalmajor, 1801 im Ruhestand
- Joseph Freiherr Henn von Henneberg

* 30. November 1761 † 23. Februar 1810. Laufbahn: 15. August 1808 Generalmajor
- Johann Franz Joseph Graf von Hennin-Bossu

* ? † 30. Dezember 1754 ?. Laufbahn: 26. Dezember 1733 Generalfeldwachtmeister, 29. März 1735 Feldmarschalleutnant, 12. Juni 1754 mit Rang vom 5. November 1748 General der Kavallerie
- Alexandre Gabriel Joseph de Henin-Liétard genannt d’Alsace de Boussu, 1735 Reichsfürst von Chimay, 1737 12. Prince de Chimay, Comte de Beaumont, 1749 9. Comte de Boussu

* 5. Mai 1681 † 18. Februar 1745. Laufbahn: 18. Dezember 1709 spanischer Generalleutnant; 1715 französischer Generalleutnant; 27. August 1726 kaiserlicher Feldmarschalleutnant
- Franz Joseph Ritter von Hennuy

* 6. September 1748 † 20. Januar 1817. Laufbahn: 11. September 1813 Generalmajor und im Ruhestand
- Karl Joseph Ritter von Henrici

* 1736 † 10. März 1819. Laufbahn: 19. Juni 1789 mit Rang vom 7. März 1789 Generalmajor, 4. März 1796 mit Rang vom 10. Februar 1794 Feldmarschalleutnant, 1796 im Ruhestand
- Heinrich Hentzi von Arthurm

- 1785 ⚔ 21. Mai 1849 in Budapest. Laufbahn: 9. Mai 1848 Generalmajor

- Ludwig Graf von Herbeville

* 1639 † 24. Oktober 1709. Laufbahn: 13. Juli 1688 Generalfeldwachtmeister, 11. Juli 1692 Feldmarschalleutnant, 25. Mai 1700 General der Kavallerie, 4. August 1704 Feldmarschall
- Ernst Gundacker Graf von Herberstein

* 11. Februar 1654 † 15. April 1723. Laufbahn: 17. Oktober 1708 Generalfeldwachtmeister, 31. Mai 1716 Feldmarschalleutnant
- Ferdinand Ernst Graf von Herberstein

* ? † März 1691. Laufbahn: 3. Februar 1680 GeneralfeldwachtmeisterTitel, 3. Dezember 1682 Feldmarschalleutnant
- Friedrich Hannibal Graf von Herberstein

* 26./27. September 1662 † 10. April 1712. Laufbahn: 6. Oktober 1704 Generalfeldwachtmeister, 22. März 1710 Feldmarschalleutnant
- Johann Anton Graf von Herberstein

* 25. März 1656 † August/September 1701. Laufbahn: 27. Januar 1700 Generalfeldwachtmeister
- Johann Ferdinand II. Graf von Herberstein

* 29. Juli 1663 † März 1721. Laufbahn: 24. Dezember 1702 Generalfeldwachtmeister, 3. Januar 1715 Feldmarschalleutnant
- Johann Georg Thaddäus Graf von Herberstein

* 20. September 1715 (?) † 1778. Laufbahn: 2. Mai 1735 Generalfeldwachtmeister, 8. Januar 1744 Feldmarschalleutnant
- Johann Josef Graf von Herberstein

* 28. Februar 1633 † 30. Dezember 1689. Laufbahn: 21. Februar 1674 Feldmarschalleutnant (Titel), 18. April 1683 Feldmarschalleutnant, 1. November 1685 Feldzeugmeister, 1686 General Don MOGaleeren
- Johann Joseph Jakob Graf von Herberstein

* 27. Juni 1715 † 9. November 1760. Laufbahn: 21. Januar 1758 Generalfeldwachtmeister, 21. Januar 1760 Feldmarschalleutnant
- Karl Joseph Graf von Herberstein

* 1694 † 12. August 1764. Laufbahn: 23. April 1753 Generalfeldwachtmeister
- Karl Wenzel Joseph Graf von Herberstein: * 6. November 1729 † 3. August 1798. Laufbahn: 1. Mai 1773 mit Rang vom 5. August 1765 Generalmajor, 10. April 1783 mit Rang vom 8. April 1783 Feldmarschalleutnant
- Leopold III. Graf von Herberstein

* 11. Juli 1655 † 24. Dezember 1728. Laufbahn: 15. Juni 1695 Generalfeldwachtmeister, 30. Februar 1700 Feldmarschalleutnant, 15. Mai 1704 Feldzeugmeister, 19. Juni 1707 Feldmarschall
- Johann Freiherr von Herbert-Rathkeal

* ? † 3. Januar 1801. Laufbahn: 1. Januar 1794 mit Rang vom 14. Dezember 1793 Generalmajor, 6. März 1800 mit Rang vom 31. August 1799 Feldmarschalleutnant und im Ruhestand
- Don Antonio de Heredia y Bazán,

* ? † 1743. Laufbahn: 1683 spanischer Generalwagenmeister; 6. März 1715 kaiserlicher Generalfeldwachtmeister, 31. Juli 1717 Feldmarschalleutnant
- Ludwig Hermann von Sonnenberg

* ? † 11. August 1806. Laufbahn: 10. Januar 1794 mit Rang vom 7. Oktober 1791 Generalmajor und im Ruhestand
- Joseph von Hermann

* ? † 6. Mai 1794. Laufbahn: 19. Januar 1771 mit Rang vom 1. Mai 1770 Generalmajor
- Malachias Hermann

* = † 1. Februar 1808. Laufbahn: 1. September 1805 mit Rang vom 4. Januar 1803 Generalmajor, 1807 im Ruhestand
- Don Rodrigo (Sanz) de los Herreros y Solórzano

* ? † ?. Laufbahn: 5. November 1686 Generalfeldwachtmeister (Titel), 7. Mai 1689 Generalfeldwachtmeister
- Gabriel Hertelendy von Hertelend

* 8. September 1742 † 16. Juni 1820. Laufbahn: 22. Januar 1808 mit Rang vom 18. Juni 1805 Generalmajor, 17. Februar 1812 Feldmarschalleutnant, 1814 im Ruhestand
- Peter August Picot de Peccaduc, Freiherr von Herzogenberg

* 13. Februar 1767 † 15. Februar 1834. Laufbahn: 26. Juli 1813 Generalmajor, 18. Juni 1827 Feldmarschalleutnant
- Georg von Hessen-Darmstadt

* 25. April 1669 † 14. September 1705 (⚔ bei Montjuich). Laufbahn: 27. April 1692 Generalfeldwachtmeister, 18. Januar 1695 Feldmarschalleutnant, 13. September 1699 Feldmarschall; spanischer Generalkapitän
- Georg Wilhelm von Hessen-Darmstadt

* 11./21. Juli 1722 † 21. Juni 1782. Laufbahn: 23. Februar 1747 preußischer Generalmajor; 5. Juli 1752 k.k. Feldmarschalleutnant, 12. Oktober 1764 Feldzeugmeister; 6. März 1754 Reichs-General-Feldmarschalleutnant, 20. April 1758 General der Kavallerie, 5. Februar 1771 oberrhein. Generalfeldmarschall
- Karl Wilhelm Georg von Hessen-Darmstadt

* 16. Mai 1757 † 15. August 1795. Laufbahn: 2. Februar 1783 mit Rang vom 2. Februar 1783 Generalmajor
- Prinz Leopold von Hessen-Darmstadt

* 11. April 1708 † 26. Oktober 1764. Laufbahn: 28. Juli 1740 Generalfeldwachtmeister, 1754 mit Rang vom
- Ludwig IX. Landgraf von Hessen-Darmstadt

* 15. Dezember 1719 † 6. April 1790. Laufbahn: 1738 hessen-darmstädtischer Generalmajor; 15. Dezember 1743 preußischer Generalmajor, 21. Mai 1756 Generalleutnant; (1)3. Oktober 1764 k.k. Feldmarschalleutnant, 23. Januar 1765 Feldzeugmeister, 3. Januar 1774 verabschiedet; 29. September 1773 russischer Generalfeldmarschall
- Ludwig VIII. Landgraf von Hessen-Darmstadt

* 5. April 1691 † 17. Oktober 1768. Laufbahn: 5. Mai 1722 Generalfeldwachtmeister, 12. März 1735 General der Kavallerie, 28. März 1741 Feldmarschall
- Philipp von Hessen-Darmstadt

* 20. Juli 1671 † 12. August 1736. Laufbahn: 25. September 1696 Generalfeldwachtmeister, 6. Juni 1700 Feldmarschalleutnant, 7. Mai 1704 General der Kavallerie, 18. Juni 1708 Feldmarschall
- Friedrich VI. Joseph Ludwig Karl August Landgraf von Hessen-Homburg

* 30. Juli 1769 † 2. April 1829. Laufbahn: 16. April 1797 mit Rang vom 24. Mai 1797 Generalmajor, 29. Oktober 1800 mit Rang vom 15. November 1800 Feldmarschalleutnant, 26. Juli 1813 General der Kavallerie
- Georg Christian von Hessen-Homburg

* 10. Dezember 1626 † 1./11. August 1677. Laufbahn: 23. April 1664 Feldmarschalleutnant (Titel); kursächsischer Generalleutnant
- Gustav Adolf Friedrich Landgraf von Hessen-Homburg

* 17. Februar 1781 † 8. September 1848. Laufbahn: 6. Juni 1813 Generalmajor, 4. August 1826 Feldmarschalleutnant, 11. Juni 1841 (?) General der Kavallerie
- Philipp August Friedrich Landgraf von Hessen-Homburg

* 11. März 1779 † 15. Dezember 1846. Laufbahn: 24. Mai 1809 Generalmajor, 22. September 1813 Feldmarschalleutnant, 6. Juni 1832 Feldzeugmeister, 28. November 1846 Feldmarschall
- Georg Prinz von Hessen-Kassel

* 8. Januar 1691 † 5. März 1755. Laufbahn: 11. Januar 1714 preußischer Generalwagenmeister, 15. Juli 1723 Generalleutnant; 13. Januar 1731 schwedischer Generalleutnant; 20. Dezember 1734 kaiserlicher Feldzeugmeister, 12. August 1741 hessen-kasselscher Generalfeldmarschall
- Maximilian Prinz von Hessen-Cassel

* 28. Mai/8. Juni 1689 † 8. Mai 1753. Laufbahn: 3. April 1717 Generalfeldwachtmeister, 9. Oktober 1720 Feldmarschalleutnant, 10. März 1735 Feldzeugmeister, 25. März 1741 Feldmarschall; Reichsgeneralfeldzeugmeister, 25. April 1750 Generalfeldmarschall
- Karl Landgraf von Hessen-Philippsthal

* 23. September 1682 † 8. Mai 1770. Laufbahn: 1721 französischer Generalleutnant; 22. September 1734 kaiserlicher Feldmarschalleutnant
- Ernst Konstantin Landgraf von Hessen-Rheinfels-Rothenburg

* 24. Mai 1716 † 30. Dezember 1778. Laufbahn: 12. März 1739 Generalfeldwachtmeister, 4. April 1757 Feldmarschalleutnant
- Ernst Landgraf von Hessen-Rheinfels-Rothenburg

* 8./18. Dezember 1623 † 2./12. Mai 1693. Laufbahn: 22. Oktober 1663 Feldmarschalleutnant
- Karl Emanuel Landgraf von Hessen-Rheinfels-Rothenburg

* 5. Juni 1746 † 23. März 1812. Laufbahn: 26. November 1777 mit Rang vom 18. Juli 1777 Generalmajor, 15. Dezember 1789 mit Rang vom 27. März 1789 Feldmarschalleutnant
- Johann Friedrich Freiherr von Heyden

* 1633; um † 1706. Laufbahn: kurbrandenburgischer General der Infanterie; 24. September 1704 kaiserlicher Feldmarschalleutnant
- Johann von Hiebel

* ? † 14. Januar 1799. Laufbahn: 15./18. Juli 1789 mit Rang vom 7. Juli 1789 Generalmajor
- Johann Joseph Freiherr Hildprandt von und zu Ottenhausen

* 18. November 1743 † 19. Oktober 1821. Laufbahn: 1. September 1796 mit Rang vom 14. August 1794 Generalmajor, 16. November 1806 im Ruhestand
- Johann Karl Freiherr von Hiller

* 10. Juni 1754 (1748 ?) † 5. Juni 1819. Laufbahn: 24. Februar 1794 mit Rang vom 14. Februar 1794 Generalmajor, 6. März 1800 mit Rang vom 2. September 1799 Feldmarschalleutnant, 3. August 1809 Feldzeugmeister
- Karl von Hillinger

* ? † 3. Dezember 1817. Laufbahn: 1. September 1805 mit Rang vom 16. Januar 1804 Generalmajor, 1805 im Ruhestand
- Johann Christoph Freiherr Hinderer von Steinhausen

* ? † ?. Laufbahn: 15. März 1742 Generalfeldwachtmeister, 1754 mit Rang vom 13. Juli 1752 Feldmarschalleutnant
- Anton Stephan von Hirsch

* ? † 2. März 1827. Laufbahn: 8. Oktober 1813 Generalmajor, 7. Oktober 1815 im Ruhestand
- Georg von Hirsch

* ? † 11. August (10. ?) 1840. Laufbahn: 26. Dezember 1813 Generalmajor, 7. Oktober 1815 im Ruhestand
- Karl Graf Hochberg von Hennersdorff

* ? † 29. September 1716 (⚔ bei Temesvár). Laufbahn: 22. Mai 1708 mit Rang vom 25. Mai 1705 Generalfeldwachtmeister, 7. Mai 1716 Feldmarschalleutnant
- Sigmund Friedrich Karl Wilhelm Gustav Graf von Hochenegg

* 28. Juli 1770 † 14. Juni 1848. Laufbahn: 27. Februar 1814 Generalmajor, 11. Januar 1830 Feldmarschalleutnant, 16. Mai 1831 im Ruhestand
- Philipp Bertram Degenhard Freiherr von Hochkirch

* ? † 15. November 1703 (⚔ bei Speyerbach). Laufbahn: 28. Juli 1701 Generalfeldwachtmeister;1703 kurpfälzischer Generalmajor
- Franz Leopold Hochmann von Hohenau

* ? † 4. Juni 1742 (⚔ bei Hohenfriedberg). Laufbahn: 4. Dezember 1742 Generalfeldwachtmeister
- Karl Freiherr von Hocke

* 1714 † 19. April 1791. Laufbahn: 19. Januar 1771 mit Rang vom 13. Januar 1760 Generalmajor, 1771 im Ruhestand
- Franz Vincenz Ferrerius Graf von Hoditz und Wolfranitz

* 4. Juni 1744 † 18. Mai 1798. Laufbahn: 16. Januar 1790 mit Rang vom 29. November 1789 Generalmajor, 4. März 1796 mit Rang vom 22. Juni 1795 Feldmarschalleutnant
- Bertram Adolf Graf von Hoensbroech-Gehlen

* ? † 5. August 1716 (⚔ bei Peterwardein). Laufbahn: 23. Mai 1716 Generalfeldwachtmeister
- Oktavian von Hoffer

* 27. August 1753 † 26. Dezember 1819. Laufbahn: 1. September 1812 Generalmajor und im Ruhestand
- Hartmann Samuel Hoffmann von Löwenfeld

* 17. Mai 1653 † 30. September 1709. Laufbahn: oberrhein. Generalmajor; 28. Mai 1708 kaiserlicher Generalfeldwachtmeister
- Joseph Hoffmeister von Hoffenegg

* ? † 22. Mai 1820. Laufbahn: 12. Februar 1809 Generalmajor, 2. August 1813 Feldmarschalleutnant, 4. Oktober 1815 im Ruhestand
- Georg Laurenz III. Graf von Hofkirchen

* 1649 † 1694. Laufbahn: 29. Juli 1689 Generalfeldwachtmeister, 14. Juli 1692 Feldmarschalleutnant
- Graf Karl Ludwig von Hofkirchen

* ? † 10. März 1692. Laufbahn: 15. Januar 1665 Generalfeldwachtmeister, 3. Januar 1672 Feldmarschalleutnant, 6. November 1676 Feldzeugmeister
- Laurenz II. Freiherr von Hofkirchen

* 1606 † Anf. 1656. Laufbahn: 19. März (?) 1639 Feldmarschalleutnant
- Hofmann, …

* ? † 16. April 1801. Laufbahn: 3. Oktober 1798 mit Rang vom 9. September 1798 Generalmajor
- Franz Högel von Hochheim

* ? † 13. Mai 1822. Laufbahn: Juli 1803 mit Rang vom 16. Juli 1803 GeneralmajorCharakter ehrenhalber, 1805 im Ruhestand
- Johann Freiherr von Hohen

* ? † 1701. Laufbahn: 27. Februar 1693 Generalfeldwachtmeister (Titel)
- Franz Wilhelm Maximilian Graf von Hohenembs

* 28. März 1692 † 5. November 1759. Laufbahn: 10. Juli 1756 Generalfeldwachtmeister
- Franz Johann Rudolf Graf von Hohenembs

* 10. Dezember 1686 † 21. April 1756. Laufbahn: 12. Dezember 1733 Generalfeldwachtmeister, 10. Juni 1734 Feldmarschalleutnant, 12. März 1741 Feldzeugmeister, 9. Oktober 1745 Feldmarschall; 7. August 1751 Reichs-General der Kavallerie
- Otto Adolf Karl Johann Graf von Hohenfeld

* 29. September 1764 † 14. Mai 1824. Laufbahn: 1. September 1805 mit Rang vom 16. Februar 1804 Generalmajor, 27. Mai 1809 Feldmarschalleutnant, 1809 im Ruhestand
- Otto Ignaz Adam Karl Graf von Hohenfeld

* 24. Dezember 1682 † 21. Mai 1726. Laufbahn: 5. Mai 1719 Generalfeldwachtmeister
- Otto Philipp Dominik Wilhelm Johann Nepomuk Cajetan Joseph Graf von Hohenfeld

* 18. Februar 1733 † 17./19. April 1799. Laufbahn: 1. Mai 1773 mit Rang vom 3. Februar 1770 Generalmajor, 10. April 1783 mit Rang vom 28. April 1783 Feldmarschalleutnant, 1790 mit Rang vom 10. Dezember 1790 Feldzeugmeister
- Friedrich Wilhelm Fürst von Hohenlohe-Langenburg-Kirchberg

* 3. Dezember 1732 † 10. August 1796. Laufbahn: 8. Januar 1770 mit Rang vom 23. Dezember 1769 Generalmajor, 10. April 1783 mit Rang vom 24. April 1783 Feldmarschalleutnant, 15. Oktober 1789 Feldzeugmeister
- Friedrich Karl Wilhelm Fürst von Hohenlohe-Ingelfingen

* 16. Februar 1752 † 16. Juni 1815. Laufbahn: 11. Oktober 1794 mit Rang vom 1. Mai 1794 Generalmajor, 6. März 1800 mit Rang vom 9. September 1799 Feldmarschalleutnant, 26. Dezember 1809 im Ruhestand
- Karl Gustav Wilhelm Prinz von Hohenlohe-Langenburg

* 29. August 1777 † 26. Juni 1866. Laufbahn: 30. April 1815 Generalmajor, 21. Dezember 1830 Feldmarschalleutnant, 23. Dezember 1845 Feldzeugmeister, 16. Mai 1848 im Ruhestand
- Ludwig Aloys Joseph Joachim Xaver Anton Fürst zu Hohenlohe-Waldenburg-Bartenstein

* 18. August 1765 † 31. Mai 1829. Laufbahn: 24. September 1799 mit Rang vom 17. September 1799 Generalmajor, 20. Februar 1806 Feldmarschalleutnant, 29. April 1814 Feldzeugmeister, 17. Juli 1816 quittiert; 1816 französischer Generalleutnant, 8. August 1827 Marschall
- Karl Albrecht III. Fürst zu Hohenlohe-Waldenburg-Schillingsfürst

* 28. Februar 1776 † 15. Juni 1843. Laufbahn: 7. August 1800 mit Rang vom 3. August 1800 Generalmajor
- Karl Albert II. Philipp Ludwig Franz de Paula Fürst von Hohenlohe-Waldenburg-Schillingsfürst

* 21. Februar 1742 † 14. Juni 1796. Laufbahn: 25. April 1775 mit Rang vom 4. Januar 1771 Generalmajor
- Franz Xaver Fürst von Hohenzollern-Hechingen

* 18. Juli 1719 † 14. März 1765. Laufbahn: 24. April 1758 Generalfeldwachtmeister, 3. Mai 1764 Feldmarschalleutnant
- Friedrich Anton Fürst von Hohenzollern-Hechingen

* 24. Februar 1726 † 26. Februar 1812. Laufbahn: 7. September 1771 mit Rang vom 14. Juli 1765 Generalmajor, 10. April 1783 mit Rang vom 4. April 1783 Feldmarschalleutnant, 10. November 1788 mit Rang vom 1. November 1788 General der Kavallerie
- Friedrich Franz Xaver Prinz von Hohenzollern-Hechingen

* 31. Mai 1757 † 6. April 1844. Laufbahn: 4. März 1796 mit Rang vom 12. März 1796 Generalmajor, 2. Oktober 1799 mit Rang vom 29. September 1799 Feldmarschalleutnant, 3. August 1809 General der Kavallerie, 18. September 1830 Feldmarschall
- Friedrich Ludwig Fürst von Hohenzollern-Hechingen

* 1. September 1688 † 4. Juni 1750. Laufbahn: 10. Juni 1716 Generalfeldwachtmeister, 3. November 1723 Feldmarschalleutnant, 22. März 1735 General der Kavallerie, 31. März 1741 Feldmarschall
- Friedrich Wilhelm Fürst von Hohenzollern-Hechingen

* 20. September (31. Dezember ?) 1663 † 14. November 1735. Laufbahn: 24. April 1692 Generalfeldwachtmeister, 16. Januar 1695 Feldmarschalleutnant, 29. April 1704 General der Kavallerie, 13. Juni 1707 Feldmarschall
- Hermann Friedrich Graf von Hohenzollern-Hechingen

* 11. Januar 1665 † 23. Januar 1733. Laufbahn: 19. Mai 1704 Generalfeldwachtmeister, 2. April 1708 Feldmarschalleutnant, 10. Mai 1716 Feldzeugmeister, 14. Oktober 1723 Feldmarschall
- Joseph Wilhelm Fürst von Hohenzollern-Hechingen

* 12. November 1717 † 9. April 1798. Laufbahn: 25. Juni 1750 Generalfeldwachtmeister, 27. Januar 1757 Feldmarschalleutnant, 1. März 1758 General der Kavallerie; 9. Juni 1758 Reichs-General-Feldmarschalleutnant, 13. Juli 1787 Generalfeldmarschall
- Heinrich Graf von Holk

* 18. April 1599 † 30. August / 9. September 1633. Laufbahn: 21. Februar 1632 Generalfeldwachtmeister, 25. August 1632 Feldmarschalleutnant, 31. Dezember 1632 Feldmarschall
- Johann Joseph Maximilian Freiherr von Holly

* 1683 † 15. Mai 1762. Laufbahn: 8. März 1739 Generalfeldwachtmeister, 16. Januar 1744 Feldmarschalleutnant, 2. Juni 1754 mit Rang vom 29. November 1748 General der Kavallerie
- Johann Andreas Ritter von Holmer

* ? † 6. Januar 1796. Laufbahn: 18. Oktober 1791 mit Rang vom 15. März 1789 Generalmajor
- Philipp von Holtmann

* ? † 3. August 1803. Laufbahn: 8. August 1797 mit Rang vom 26. Februar 1794 Generalmajor (Charakter) ehrenhalber
- Johann Christian von Holzapfel

* ? † ?. Laufbahn: 25. Juli/August 1742 Generalfeldwachtmeister
- Georg Günther von Holze

* 1694 † 18. September 1773. Laufbahn: 8. Februar 1750 Generalfeldwachtmeister, 9. Februar 1759 Feldmarschalleutnant
- Vicomte de Hombecke, ... Le Cocq

* ? † ?. Laufbahn: 30. Oktober 1725 Generalfeldwachtmeister
- Rainer Vincenz Graf von Hompesch

* 1660 † 20. Januar 1733. Laufbahn: niederländischer General der Kavallerie; 12. Dezember 1705 kaiserlicher Feldmarschalleutnant (Titel)
- Karl Ludwig von der Horst

* ? † 21. Juni 1724. Laufbahn: kurtrierischer Generalleutnant; 17. August 1714 kaiserlicher Feldmarschalleutnant
- Kasimir Freiherr Horváth-Petrichevich von Szeplák

* 1735 † 18. Februar 1794. Laufbahn: 9. Oktober 1789 mit Rang vom 30. September 1789 Generalmajor
- Johann Friedrich Konrad von Hotze

* 20. April 1739 † 25. September 1799 (⚔ bei Zürich). Laufbahn: 27. Februar 1793 Generalmajor, 4. März 1796 mit Rang vom 3. November 1795 Feldmarschalleutnant
- Paul Anton Freiherr von Houchin

† 1699. Laufbahn: 24. April 1689 Generalfeldwachtmeister, 12. Juli 1692 Feldmarschalleutnant, 15. Juni 1695 Feldzeugmeister
- Christoph von Houwald

* 20. Dezember 1602 † 29. November 1661 (53 ?). Laufbahn: 17. Februar 1632 schwedischer Generalmajor, 16. September 1634 kursächsischer Generalwagenmeister; 28. September 1635 kaiserlicher Generalfeldwachtmeister; 18. Juli 1648 kurbrandenburgischer Generalmajor, 1649 poln. Generalmajor
- Karl Freiherr Huff von Kantersdorf

* 1734 † 23. September 1798. Laufbahn: 10. April 1783 mit Rang vom 30. März 1783 Generalmajor, 16. Januar 1790 mit Rang vom 19. Januar 1790 Feldmarschalleutnant, Dezember 1794 im Ruhestand
- Peter Valentin Gregor Ritter und Edler von Humbourg

* 17. November 1738 † 2. Februar 1809. Laufbahn: 4. März 1796 mit Rang vom 12. August 1794 Generalmajor und im Ruhestand
- Gottlieb Eitel Ludwig Freiherr von Humbracht

* 29. November 1730 † 4. Dezember 1822. Laufbahn: 10. Januar 1794 mit Rang vom 7. Juli 1791 Generalmajor, März 1803 mit Rang vom 27. Februar 1803 Feldmarschalleutnant
- Thomas Freiherr von Hussey

* 1705 † 1780. Laufbahn: 1. Juni 1761 mit Rang vom 22. Juli 1758 Generalfeldwachtmeister
- Philipp Wilhelm Franz Ferdinand Freiherr von Hutten zum Stoltzenberg

* 19. September 1737 † 24. Mai 1794. Laufbahn: 9. Oktober 1787 mit Rang vom 8. Oktober 1787 Generalmajor, 29. Dezember 1793 mit Rang vom 5. Dezember 1793 Feldmarschalleutnant
- Johann Georg von Hutten zum Stolzenberg[3]

* 1699 † ? Laufbahn: 23. September 1747 Generalfeldwachtmeister; Würzburg. Generalwagenmeister
- Johann Joseph Graf von Huyn

* 6. Februar 1637 † 25. September 1719. Laufbahn: 17. April 1692 Generalfeldwachtmeister, 15. Januar 1695 Feldmarschalleutnant, 27. April 1704 General der Kavallerie, 11. Juni 1707/08 Feldmarschall